# ルシアン・テニエール

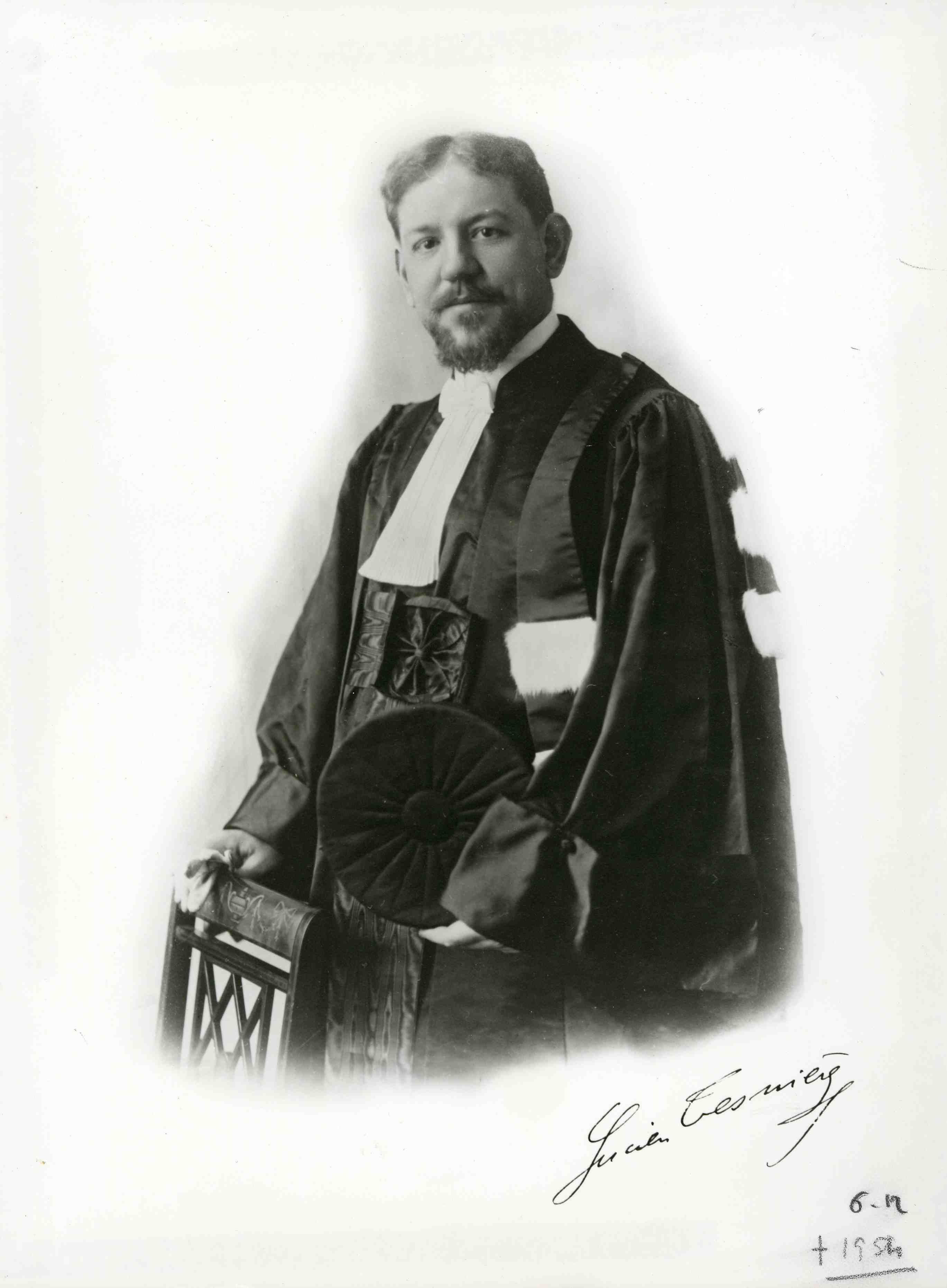

ルシアン・テニエール（Lucien Tesnière, 1893年5月13日 - 1954年12月6日）は、フランスを代表する言語学者のひとり。
1893年フランスのモン＝サンテニャン生まれ。ストラスブール大学（1924年〜）、モンプリエ大学（1937年〜）で教授を務め、スラブ語派に関する多くの論文と書物を発表したが、彼の言語学史における重要性は依存文法として知られる統語理論の構築にある。死後（1959年）に出版されたÉléments de Syntaxe Structurale（『構造統語論要説』）で、彼は多様な言語の例に基いて文の統語構造の洗練された形式化を提案した。1954年、モンプリエにて死去。
テニエールのモデルは stemma と呼ばれる、語のあいだの文法的依存関係の図示に基づいている。文において動詞は最も高いレベルの語とみなされ、補語 (complement) の集合を支配する。補語はさらにそれぞれの補語を支配する。語を主部と述部に分ける考え方と異なり、テニエールの理論では主語も動詞に従属する。この考えはのちの生成文法における動詞句内主語仮説に似ている。さらに構造統語論要説の最初の章では、表面的には見えない形式としてヴィルヘルム・フォン・フンボルトの内的言語形式という概念を支持しており、生成文法における深層構造と表層構造の対比の先駆として見ることもできる。

## 主な著作
- Petite grammaire russe, Henri Didier, Paris 1934
- Esquisse d'une syntaxe structurale (Sketch of a Structural Syntax), Klincksieck, Paris 1953.
- Éléments de syntaxe structurale, Klincksieck, Paris 1959. ISBN 2252018615 （小泉保訳『構造統語論要説』研究社．2007年．ISBN 4327401455）
- Éléments de syntaxe structurale, Deuxième édition revue et corrigée, Cinquième tirage, Klincksieck, Paris 1988. ISBN 2-252-02620-0